# Epichloë baconii
Epichloë baconii är en svampart som beskrevs av J.F. White 1993. Epichloë baconii ingår i släktet Epichloë och familjen Clavicipitaceae.   Inga underarter finns listade i Catalogue of Life.